# Run Fatboy Run
Run Fatboy Run (conocida en Latinoamérica como Corre, gordo, corre y en España como Corredor de fondo) es una película de comedia y romance británica de 2007 dirigida por David Schwimmer, escrita por Michael Ian Black y Simon Pegg, y protagonizada por Simon Pegg, Hank Azaria, Thandie Newton, Dylan Moran, Harish Patel e India de Beaufort. Se estrenó en el Reino Unido el 7 de septiembre de 2007, en Canadá el 10 de septiembre del mismo año, y en los Estados Unidos el 28 de marzo de 2008.

## Sinopsis
Un hombre se inscribe en un maratón puesto que está fuera de forma y desea impresionar a su exnovia y a su hijo de cinco años de edad. Dicho maratón le cambia su vida por completo.

## Reparto
- Simon Pegg como Dennis Doyle.
- Thandie Newton como Libby Odell.
- Hank Azaria como Whit.

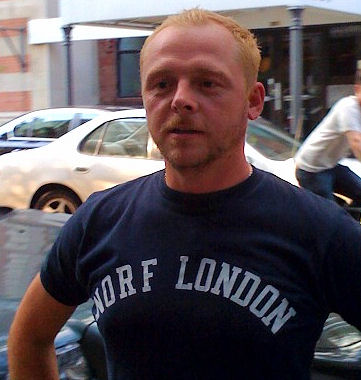
Simon Pegg, protagonista.

- Iddo Goldberg como el reportero de noticias.
- Michael Johnson cameo como maratonista.
- Bill Bailey cameo como hombre disfrazado de Gandalf.
- Denise Lewis como atleta británico.
- Stephen Merchant como hombre que es golpeado por la silla de ruedas que cae de las escaleras.
- Dylan Moran como Gordon.
- Harish Patel como Sr. Goshdashtidar.
- India de Beaufort como Maya Goshdashtidar.
- Matthew Fenton como Jake.
- Simon Day como Vincent.
- Ruth Sheen como Claudine.
- Tyrone Huggins como Grover.
- Nevan Finegan como Mickey.
- Floella Benjamin como la madre de Libby.
- Chris Hollins como el periodista de deportes.
- Peter Serafinowicz como el comentarista de deportes.
- David Walliams cameo como cliente en la tienda de Libby.